# Oberwollanig
Oberwollanig je naselje Statutarnega mesta Beljak na Koroškem v Avstriji.